# Herbert Bruna
Herbert Bruna (* 15. Januar 1926 in Burkau; † 10. Februar 2013 ebenda) war ein deutscher Schriftsteller, der zeitlebens seiner Heimatregion verbunden blieb.

## Leben
Der Sohn eines Steinarbeiters besuchte die Dorfschule in seinem Geburtsort Burkau und erlernte dann den Beruf des Schriftsetzers. Nachdem er zur Kriegsmarine eingezogen worden war und aus dem Zweiten Weltkrieg heimkehrte, spezialisierte er sich auf Gebrauchsgrafik. 1950 begann seine schriftstellerische Tätigkeit mit der Aufnahme eines zweijährigen Studiums am Institut für Literatur „Johannes R. Becher“ in Leipzig. 1951 wurde er Mitglied der Arbeitsgemeinschaft Junger Autoren in Dresden. Ehe er sich dem Schreiben von Romanen zuwandte, von denen zwei gedruckt wurden, verfasste er Kurzgeschichten für Tageszeitungen und Zeitschriften. Außerdem publizierte er 1954 eine Erzählung mit satirischem Einschlag. 1955 veröffentlichte er einen Beitrag in der Literaturzeitschrift Neue deutsche literatur. Als seine literarischen Vorbilder gab er Gottfried Keller, Johann Wolfgang von Goethe und Adalbert Stifter an. In den Deutschen Schriftstellerverband wurde er 1956 aufgenommen. Bis auf eine Kriegserzählung 1967 erfolgten keine weiteren Veröffentlichungen. Erst 1987 trat er noch einmal als Mitarbeiter an einer heimatgeschichtlichen Anekdotensammlung in Erscheinung.

## Werke
- 1954: Das Dichterbüchlein. Verlag Das Neue Berlin, Berlin.
- 1955: Die Anne tanzt. Das Neue Berlin, Berlin.
- 1961: Wenn die Sehnsucht kommt. Das Neue Berlin, Berlin.
- 1967: Die Leopardenmänner. Deutscher Militärverlag, Berlin (= Erzählerreihe Heft 130).

## Mitwirkung
- 1987: Von Straßenräubern und mutigen Weibern und anderen unheimlichen Dingen rings um das Städtchen Bischofswerda. Aufgestöbert in alten Archiven und Winkeln von Mathias Hüsni, mit Bildern herzhaft durchsponnen von Matthias Trauzettel und für die schwarze Kunst zurechtgerückt von Herbert Bruna. Rat der Stadt Bischofswerda (Hrsg.), Lessingdruckerei Kamenz, Bischofswerda.